# 数字分发游戏
数字分发游戏是指人們購買电子游戏時，買到的並非是ROM卡带、磁儲存器、光碟和闪存卡版的電子遊戲，而是以数字化形式儲存的電子遊戲。20世纪80年代初，率先有電子遊戲以數位化的形式發行。不過直到21世纪初，随着互聯網带宽水平的進步，越來越多的電子遊戲以数字化的形式在線分发和销售。Steam、PlayStation Store、Amazon.com 、GameStop、Xbox Games商店是比較常見的在电脑游戏數位化銷售平台。